# Lass Uns Tanzen
Lass Uns Tanzen (Pojďme tancovat) je píseň německé skupiny Scooter z alba The Ultimate Aural Orgasm z roku 2007. Jako singl vyšla píseň v roce 2007. Při natáčení videoklipu měli Scooter problém s cenzurou. Slovo ficken v něm bylo nahrazeno kašláním. Singl obsahuje i videoklip Lass Uns Tanzen (Video Night Version), the making of a behind the scenes photos.

## Seznam skladeb
1. Lass Uns Tanzen (Radio Edit) - (3:42)
2. Lass Uns Tanzen (Alternative Club) - (5:21)
3. Lass Uns Tanzen (DJ Zany Remix) - (6:38)
4. Te Quiero - (6:24)

## Umístění ve světě
| Hitparáda | Umístění |
| --------- | -------- |
| Rakousko  | 41       |
| Finsko    | 10       |